# Liste der Monuments historiques in Fontaine-Française
Die Liste der Monuments historiques in Fontaine-Française führt die Monuments historiques in der französischen Gemeinde Fontaine-Française auf.

## Liste der Immobilien
| Bezeichnung                   | Beschreibung | Standort                              | Kennzeichnung | Schutzstatus | Datum     | Bild           |
| ----------------------------- | --- | ------------------------------------- | ------------- | ------------ | --------- | -------------- |
| Fontaine Henri IV             | Denkmal für die Schlacht bei Fontaine-Française, 1806/07 errichtet, Architekt François Guillemot                          | östlich des Ortes an der D 960 (Lage) | PA00112466    | Inscrit      | 1946      | weitere Bilder |
| Château de Fontaine-Française | Schloss, von 1754 bis 1758 erbaut; mit Wirtschaftsgebäuden und Park einschließlich der Grande Allée und des Étang Pagosse | Rue Honorine de Monaco (Lage)         | PA00112465    | Classé       | 1945 2023 | weitere Bilder |

## Liste der Objekte
| Bezeichnung                                        | Beschreibung                                                                        | Standort                        | Kennzeichnung | Schutzstatus | Datum | Bild |
| -------------------------------------------------- | ----------------------------------------------------------------------------------- | ------------------------------- | ------------- | ------------ | ----- | ---- |
| Glocke                                             | Bronze, 1543 gegossen                                                               | in der Kirche St-Sulpice (Lage) | PM21001257    | Classé       | 1913  |      |
| Skulptur Maria Magdalena                           | Kalkstein, zweite Hälfte des 15. Jahrhunderts                                       | in der Kirche St-Sulpice (Lage) | PM21001258    | Classé       | 1925  |      |
| Glocke Cloche du Temps                             | Bronze, 1783 gegossen                                                               | in der Kirche St-Sulpice (Lage) | PM21001259    | Classé       | 1943  |      |
| Grabstein für Jean de Vergy                        | Kalkstein, bezeichnet 1318                                                          | in der Kirche St-Sulpice (Lage) | PM21001260    | Classé       | 1960  |      |
| Grabstein für Gérard und Dymoinche Gevrey          | Kalkstein, bezeichnet 1501 und 1505                                                 | in der Kirche St-Sulpice (Lage) | PM21001261    | Classé       | 1960  |      |
| Glocke Cloche du Salut                             | Bronze, 1783 gegossen                                                               | in der Kirche St-Sulpice (Lage) | PM21001262    | Classé       | 1960  |      |
| Skulptur Heiliger Claudius oder Heiliger Sulpicius | Kalkstein, farbig gefasst, 16. Jahrhundert                                          | in der Kirche St-Sulpice (Lage) | PM21001263    | Classé       | 1962  |      |
| Skulptur Madonna mit Kind                          | Elfenbein, 18. Jahrhundert                                                          | in der Kirche St-Sulpice (Lage) | PM21003109    | Classé       | 2010  |      |
| Paxtafel                                           | Metall, versilbert, um 1500                                                         | in der Kirche St-Sulpice (Lage) | PM21003110    | Classé       | 2010  |      |
| Kelch                                              | Holz, Glas, Ende des 18. Jahrhunderts; während der Französischen Revolution genutzt | in der Kirche St-Sulpice (Lage) | PM21003111    | Classé       | 2010  |      |
| Skulptur Notre-Dame de la Motte                    | Holz, farbig gefasst und vergoldet, 18. Jahrhundert                                 | in der Kirche St-Sulpice (Lage) | PM21004443    | Inscrit      | 2002  |      |